# Locha (skała)
Locha – skała we wsi Łutowiec w województwie śląskim, w powiecie myszkowskim, w gminie Niegowa. Pod względem geograficznym znajduje się na Wyżynie Mirowsko-Olsztyńskiej będącej częścią Wyżyny Częstochowskiej. 
Locha wraz ze skałami Knur, Warchlak  i Zamkowa tworzy tzw. Grupę Knura. Cała grupa jest popularnym obiektem wspinaczki skalnej. Są to wapienne skały po północnej stronie zabudowań wsi. Locha znajduje się na terenie otwartym, w środku, między Knurem i Warchlakiem. Ma wysokość do 17 m, ściany połogie, pionowe  z filarem i zacięciem. Wspinacze skalni opisują ją jako Locha  i Locha II. Łącznie poprowadzili na niej 6 dróg wspinaczkowych o trudności VI– VI.1+ w skali Kurtyki), oraz jedną wejściową (III). Drogi mają długość 13–17 m i wystawę południową, południowo-zachodnią i północno-wschodnią. Wszystkie posiadają dobrą asekurację.  

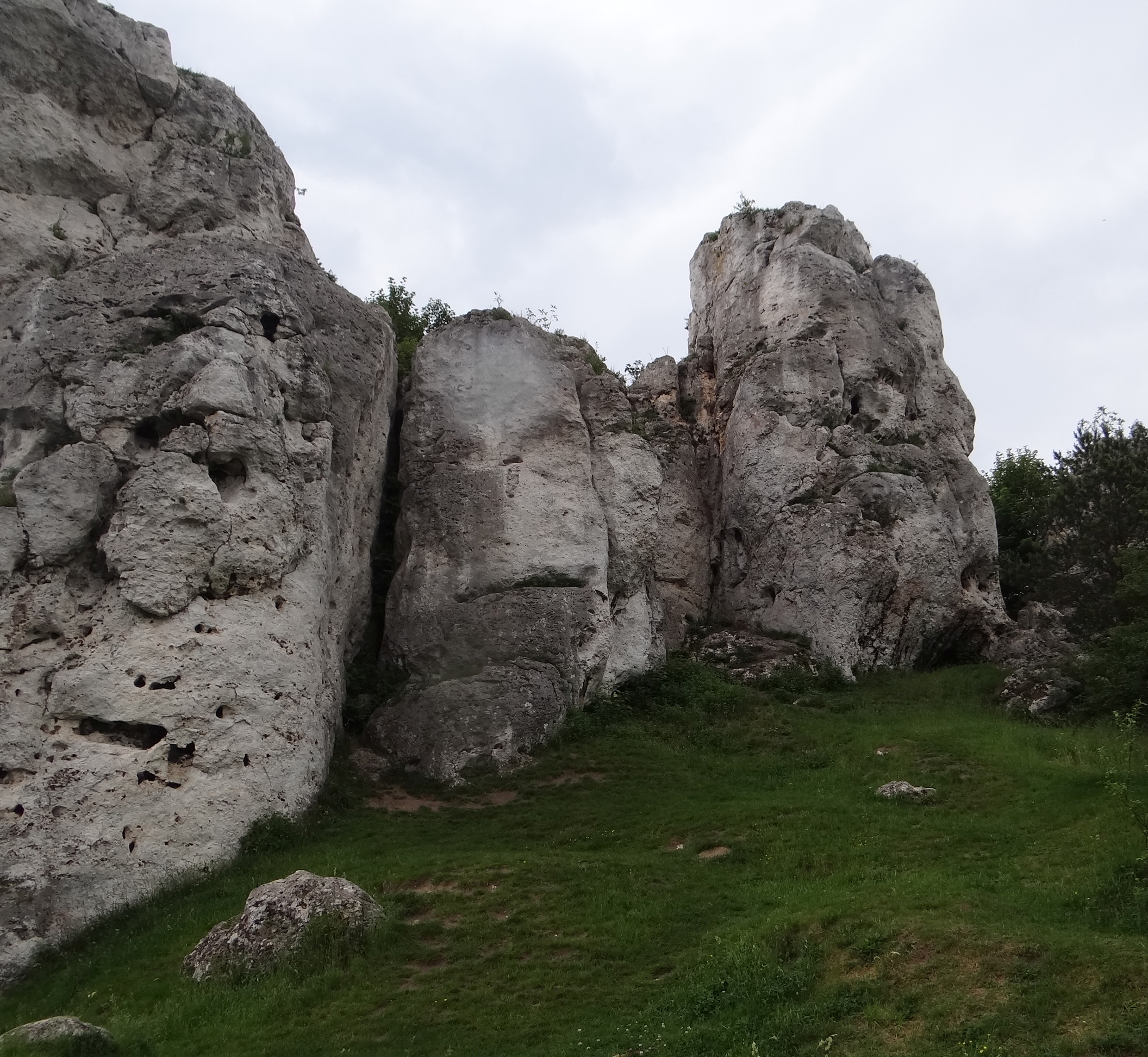
Knur i Locha
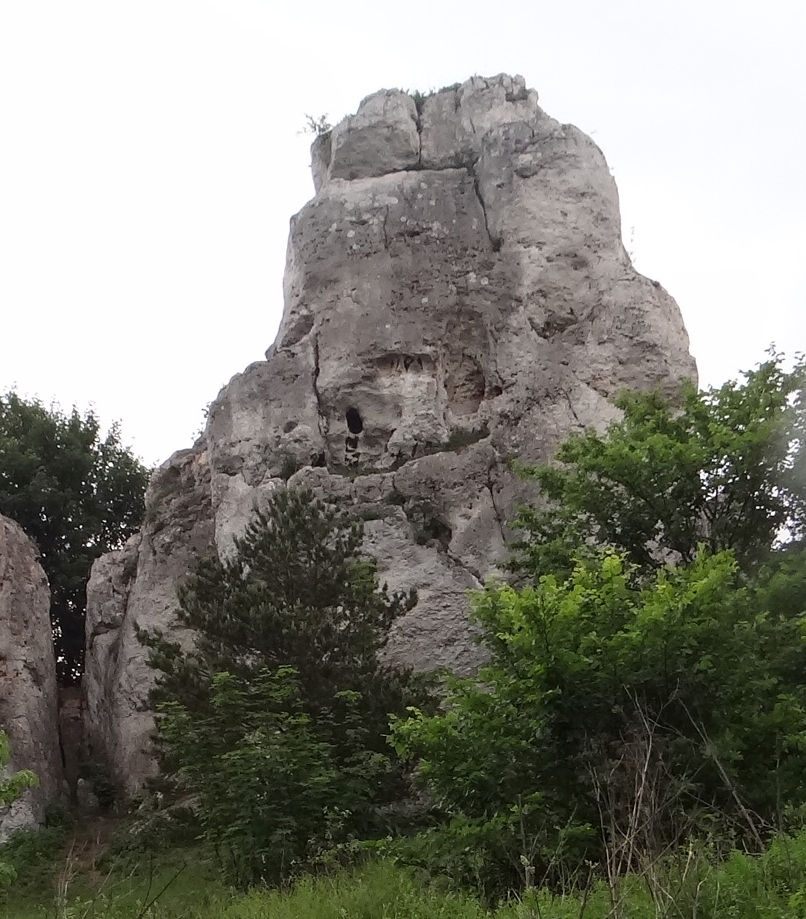
Locha
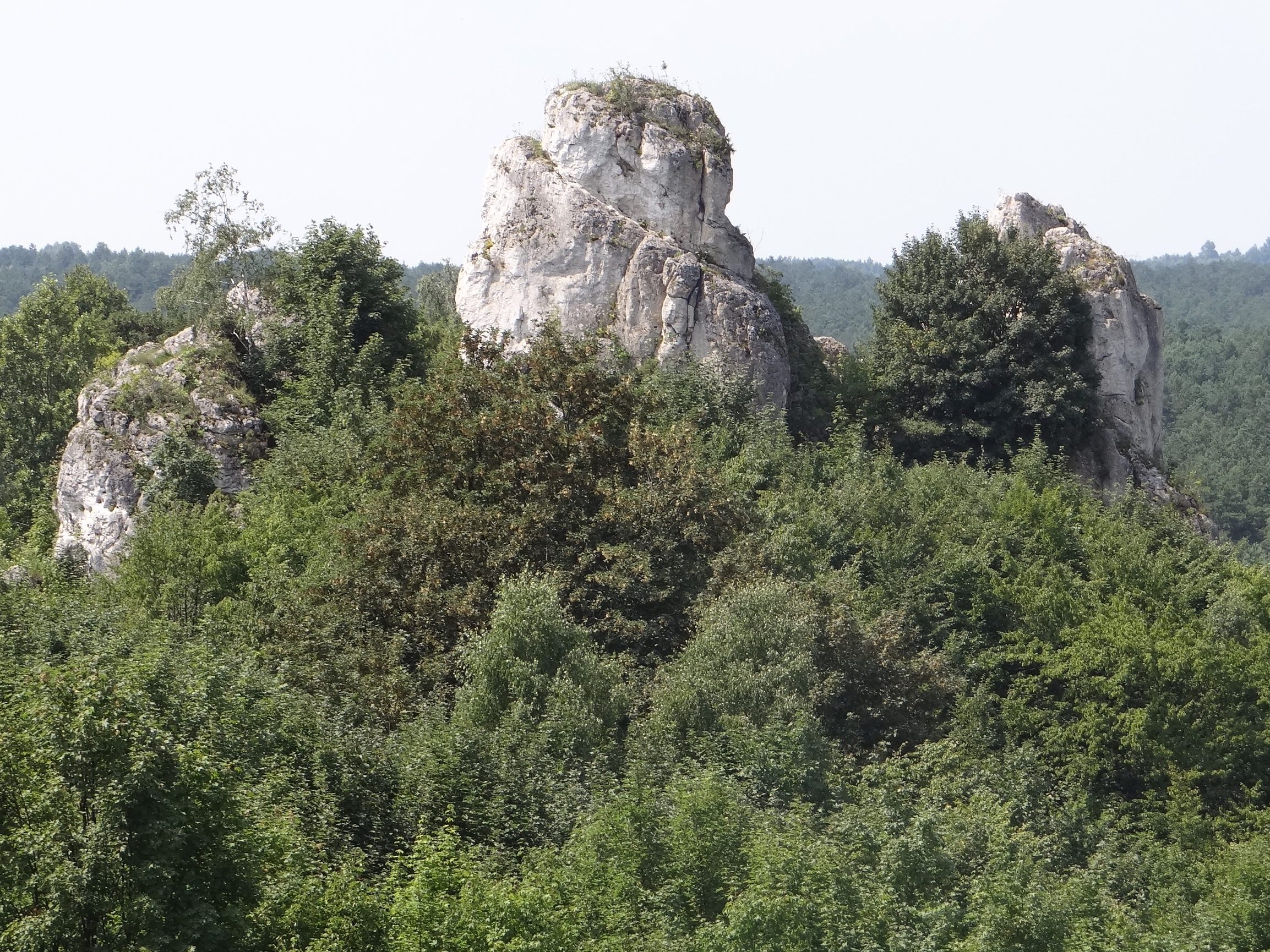
Warchlak, Locha i Knur od zachodu
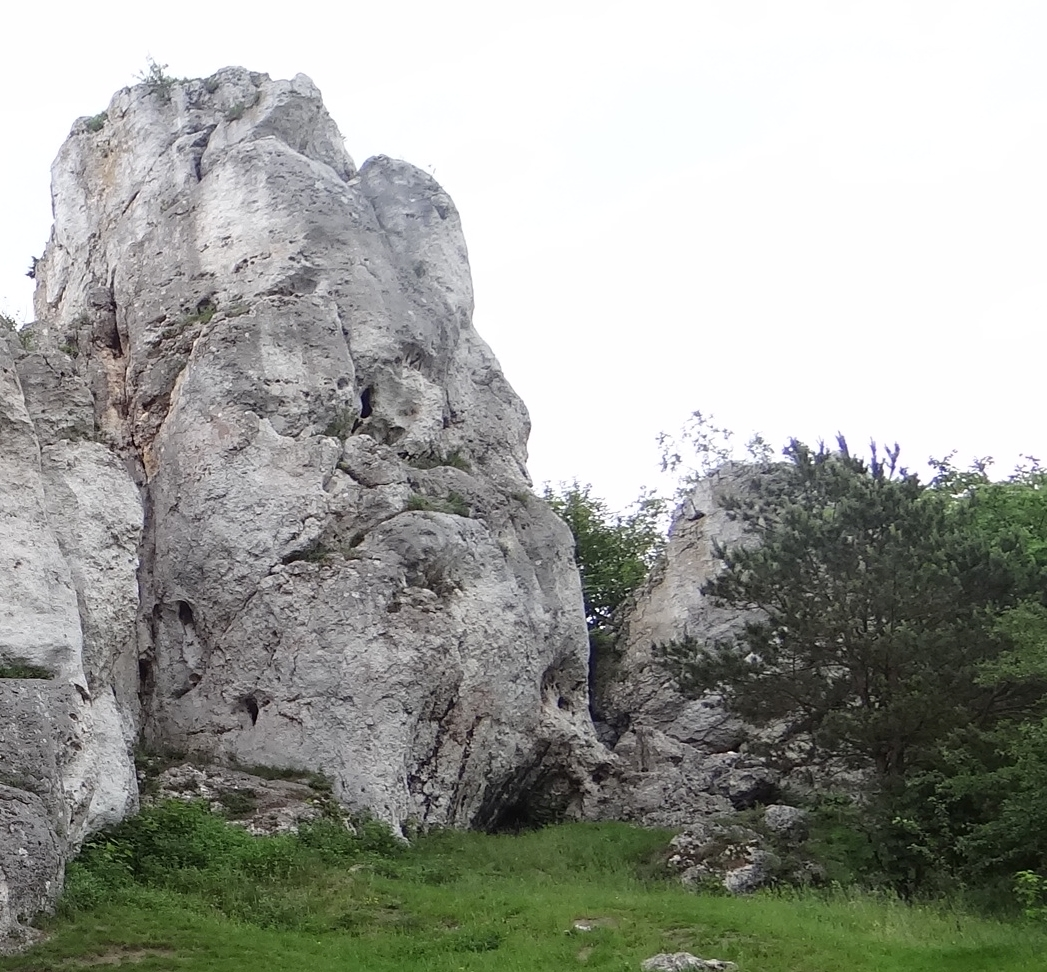
Locha i Warchlak